# Simon Friedli
Pour l’article homonyme, voir Friedli.
Simon Friedli, né le 22 juillet 1991 est un pilote suisse de bobsleigh.

## Palmarès

### Championnats monde
- : médaillé de bronze en bob à 4 aux championnats monde de 2016.

### Coupe du monde
- 10 podiums  : 
  - en bob à 2 : 1 victoire, 1 deuxième place et 1 troisième place.
  - en bob à 4 : 1 victoire, 2 deuxièmes places et 4 troisièmes places.

#### Détails des victoires en Coupe du monde
| Édition   | Bob à 2 | Bob à 4     |
| 2014-2015 | Sotchi  |             |
| 2016-2017 |         | Lake Placid |